# Berit Mørdre Lammedal

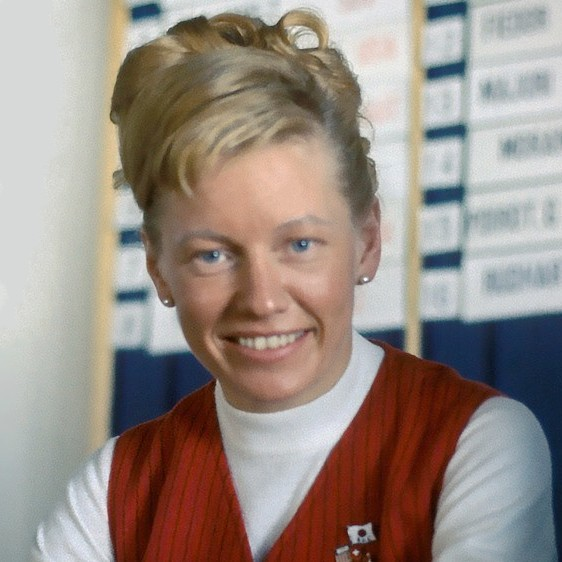
Berit Mørdre (1965), senare Berit Mørdre Lammedal.

Berit Mørdre Lammedal, född 16 april 1940, död 23 augusti 2016, var en norsk tidigare längdskidåkare som tävlade under 1960- och 1970-talet. 1969 gifte hon sig och ändrade då sitt efternamn från Mørdre till Mørdre-Lammedal. Hennes främsta merit var hennes OS-guld på 3 x 5 km i Grenoble 1968. Hon tilldelades Holmenkollenmedaljen 1971 som första norska kvinnliga längdåkare.